# Classe préparatoire aux grandes écoles

Flödesdiagram för en classe préparatoire från gymnasieexamen (Bac S, scientifique) fram till antagningsprov till grandes écoles.

En classe préparatoire aux grandes écoles, ofta förkortat classe prépas eller bara prépa, är ett tvåårigt postgymnasialt utbildningsprogram bestående av synnerligen arbetsintensiva förberedande kurser för vidare studier vid franska grandes écoles. En given prépa är inte inriktad mot en viss grande école men har en grundläggande ämnesinriktning med inriktningar, och mot slutet av prépa-tiden kan eleverna genomgå inträdesprov till specifika grandes écoles.